# Adelocera
Adelocera is een geslacht van kevers uit de familie  
kniptorren (Elateridae).
Het geslacht is voor het eerst wetenschappelijk beschreven in 1829 door Latreille.

## Soorten
Het geslacht omvat de volgende soorten:
- Adelocera acerbus (Candèze, 1888)
- Adelocera adspersus (Candèze, 1857)
- Adelocera aethiopicus (Candèze, 1882)
- Adelocera afghana Platia & Gudenzi, 2002
- Adelocera alluaudi (Fleutiaux, 1919)
- Adelocera alluaudi (Fleutiaux, 1934)
- Adelocera ami Kishii, 1996
- Adelocera andrewsi (Fleutiaux, 1935)
- Adelocera baccatus (Fleutiaux, 1935)
- Adelocera bakeri (Fleutiaux, 1935)
- Adelocera beardsleyi (Ôhira & Becker, 1978)
- Adelocera beauchenei (Fleutiaux, 1918)
- Adelocera birmanicus (Fleutiaux, 1935)
- Adelocera borneensis (Fleutiaux, 1935)
- Adelocera borneoensis (Ôhira, 1973)
- Adelocera brunneus (Lewis, 1894)
- Adelocera cambodiensis (Fleutiaux, 1927)
- Adelocera catulus (Candèze, 1893)
- Adelocera confusus (Fleutiaux, 1935)
- Adelocera constrictus (Ritsema, 1881)
- Adelocera crenulatus Vats & Kashyap, 1992
- Adelocera cylindriformis (Fleutiaux, 1935)
- Adelocera decipiens (Boheman, 1851)
- Adelocera difficilis (Lewis, 1894)
- Adelocera dilatatus (Fleutiaux, 1903)
- Adelocera exiguus (Candèze, 1897)
- Adelocera feroculus (Candèze, 1874)
- Adelocera fleutiauxi (Hayek, 1973)
- Adelocera foveatus Vats & Kashyap, 1992
- Adelocera frater Girard, 2003
- Adelocera fryi (Fleutiaux, 1935)
- Adelocera fulvicollis (Motschulsky, 1858)
- Adelocera gibberosus (Fleutiaux, 1935)
- Adelocera gressitti (Ôhira, 1972)
- Adelocera hilaris (Candèze, 1891)
- Adelocera ichihashi Ôhira, 1978
- Adelocera imfoveatus Vats & Kashyap, 1992
- Adelocera incisus (Fleutiaux, 1940)
- Adelocera kilimandjarensis (Fleutiaux, 1919)
- Adelocera laxus (Candèze, 1874)
- Adelocera lobicollis (Motschulsky, 1858)
- Adelocera lucasseni (Candèze, 1893)
- Adelocera luzonicus (Fleutiaux, 1935)
- Adelocera macarthuri (Fleutiaux, 1935)
- Adelocera maculosus (Candèze, 1893)
- Adelocera mayae Vats & Kashyap, 1992
- Adelocera microcephalus (Motschulsky, 1858)
- Adelocera montisnimbae Girard, 1991
- Adelocera morniensis Vats & Kashyap, 1992
- Adelocera nanus (Boheman, 1851)
- Adelocera niger (Schwarz, 1902)
- Adelocera nitidus (Candèze, 1857)
- Adelocera oblongus (Fleutiaux, 1934)
- Adelocera omotoensis Ôhira, 1978
- Adelocera ovalis (Germar, 1824)
- Adelocera paeninsularis (Fleutiaux, 1935)
- Adelocera palawanensis (Ôhira, 1974)
- Adelocera parcus (Boheman, 1851)
- Adelocera pentagonalus Vats & Kashyap, 1992
- Adelocera perraudierei (Fleutiaux, 1927)
- Adelocera planus (Fleutiaux, 1919)
- Adelocera pretzmanni Platia & Gudenzi, 2002
- Adelocera pygmaeus (Baudi di Selve, 1871)
- Adelocera quadriguttatus (Candèze, 1895)
- Adelocera rectangulosus Vats & Kashyap, 1992
- Adelocera royae Girard, 2003
- Adelocera sarawakensis (Ôhira, 1973)
- Adelocera schoenfeldti (Candèze, 1893)
- Adelocera schuberti Platia & Gudenzi, 2002
- Adelocera serricornis (Quedenfeldt, 1886)
- Adelocera shibatai Kishii, 1996
- Adelocera shirozui (Ôhira, 1967)
- Adelocera sparsus (Candèze, 1874)
- Adelocera subcostatus (Candèze, 1891)
- Adelocera tabaci (Fleutiaux, 1895)
- Adelocera takasago Kishii, 1996
- Adelocera tanganus Hayek, 1973
- Adelocera tawauensis (Ôhira, 1973)
- Adelocera testaceus (Fleutiaux, 1935)
- Adelocera trilineata Lucas, 1857
- Adelocera tripartitus (Fleutiaux, 1927)
- Adelocera tumens (Candèze, 1873)
- Adelocera tumidipennis (Candèze, 1878)
- Adelocera turgescens (Candèze, 1874)
- Adelocera variegatus (Schwarz, 1902)
- Adelocera weisei (Schwarz, 1898)
- Adelocera yeminita Platia & Schimmel, 1997